# چاناق تپه سی
چاناق تپه سی مربوط به عصر آهن - سده‌های میانه دوران‌های تاریخی پس از اسلام است و در شهرستان بیله‌سوار، بخش قشلاق دشت، دهستان قشلاق جنوبی، روستای تزه آباد واقع شده و این اثر در تاریخ ۷ اسفند ۱۳۸۶ با شمارهٔ ثبت ۲۱۲۶۷ به‌عنوان یکی از آثار ملی ایران به ثبت رسیده است.